# Хорхе Родрігес
Хорхе Родрігес Есківель (ісп. Jorge Rodríguez Esquivel; 18 квітня 1968, Толука-де-Лердо, Мексика — 8 серпня 2024) — мексиканський футболіст, нападник, відомий за виступами за «Толуки» і збірної Мексики. Учасник чемпіонату світу 1994 року.

## Клубна кар'єра
Родрігес почав кар'єру в клубі із свого рідного міста «Толука». У 1988 році він дебютував в мексиканській Прімері. У клубі Хорхе відіграв 7 сезонів забив 40 м'ячів у 201 матчі.
У 1995 році він перейшов в «Сантос Лагуна» і вже через рік виграв чемпіонат. У 1997 році Родрігес змушений був залишити клуб через хворобу Еванса, але 2001 відновив кар'єру в команді «Пачука». Після двох сезонів він остаточно пішов з футболу.

## Міжнародна кар'єра
13 березня 1991 року в товариському матчі проти збірної Аргентини Родрігес дебютував за збірну Мексики. У 1993 році він завоював Золотий кубок КОНКАКАФ. На турнірі Хорхе зіграв у матчах проти збірних Канади, США, Коста-Рики, Ямайки та Мартиніки. У зустрічі проти канадців він зробив «дубль».
У 1994 році Родрігес потрапив в заявку національної команди на участь у Чемпіонаті світу в США. На турнірі він зіграв в поєдинках проти збірних Болгарії, Ірландії та Італії.
У 1995 році Хорхе взяв участь у Кубку Америки, а також допоміг збірній завоювати бронзові медалі на Кубку Короля Фахда.

## Досягнення

### Командні
«Сантос Лагуна»
- Чемпіон Мексики: Інверно 1996

### Міжнародні
Мексика
- Переможець Золотого кубка КОНКАКАФ: 1993